# Blue Night Network

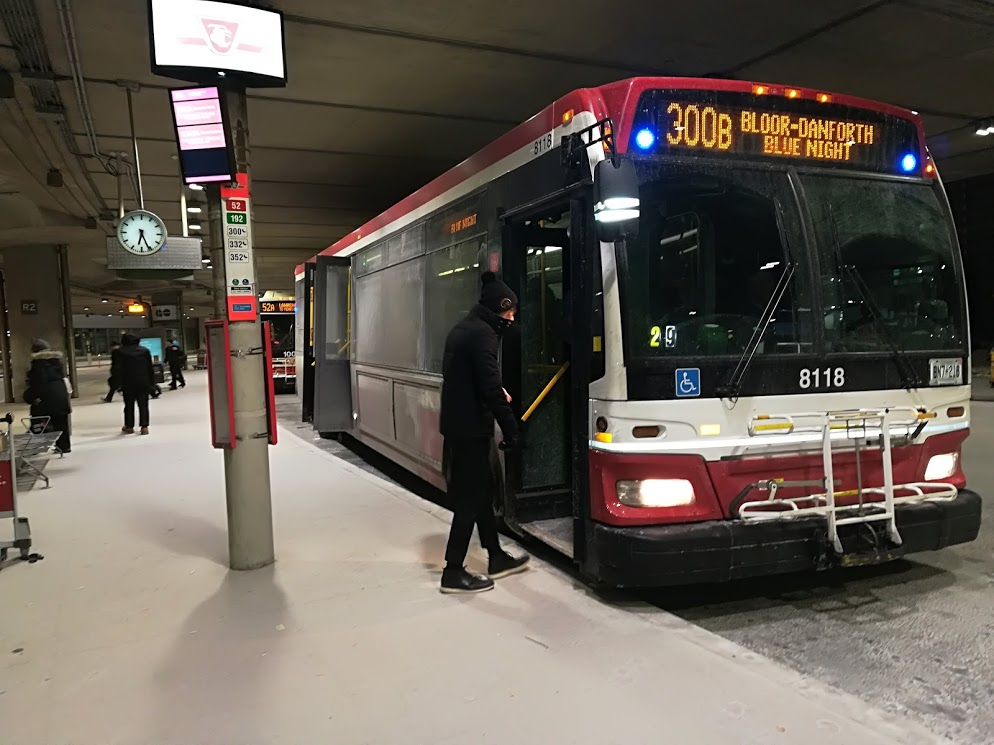
Bus de nuit au Toronto Pearson International Airport.

Blue Night Network est le nom du service de bus et de tramway de nuit de Toronto. Géré par l'opérateur public Toronto Transit Commission, il se compose d'un ensemble de 29 lignes de bus et de cinq lignes de tramways,, qui circulent généralement de 1h30 jusqu'au premier train de métro du matin.